# Maestro Bertram

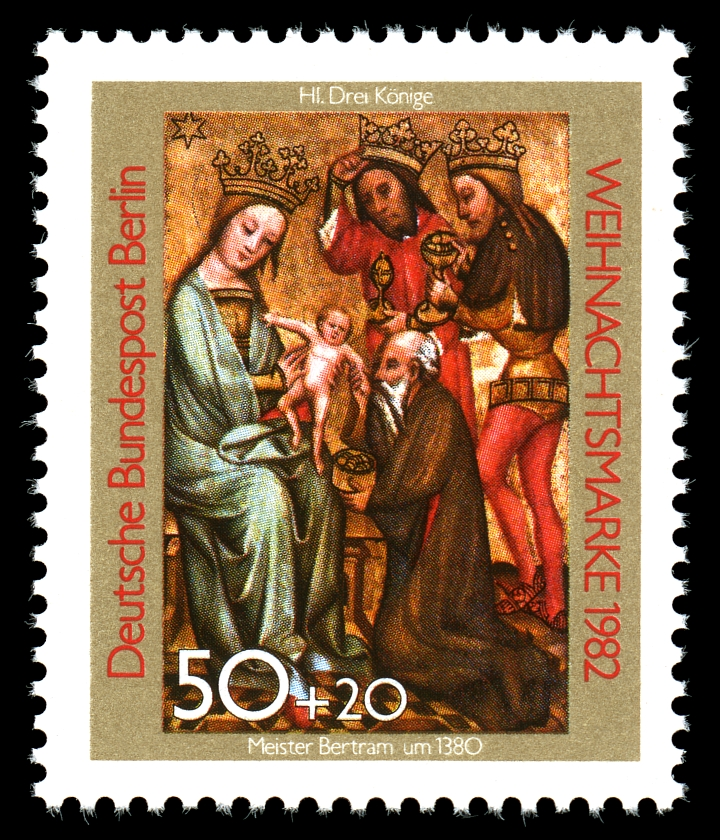
Adorazione dei Magi, dettaglio dell'altare della Chiesa di San Pietro ad Amburgo su un francobollo tedesco emesso per il Natale del 1982

Maestro Bertram, o Bertram von Minden (Minden, 1345 circa – Amburgo, 1415), è stato un pittore e scultore tedesco.

## Biografia
Nato nel 1345 circa da una famiglia borghese originaria di Minden, successivamente è ad Amburgo, dove è citato nei conti della città dal 1367 al 1387. Si ritiene da parte degli storici dell'arte che Wilhelm Horborch chiese al Maestro Bertram di progettare l'altare di Grabow, completato nel 1383, per la Chiesa di San Pietro di Amburgo.
Nel 1390 l'artista compie un pellegrinaggio a Roma e, come di consuetudine prima di intraprendere un lungo viaggio, redige un testamento seguito da un secondo nel 1410, dove si fa chiamare come "Bertram, pittore borghese di Amburgo".
Nel 1395 il maestro lavora a Lubecca per le feste in onore di Carlo IV di Boemia. Del 1410 circa è l'Altare della vita della Vergine, proveniente da Buxtehude e ora ad Amburgo. Del suo catalogo fanno parte anche sei scene della Vita di Cristo in due ante di un perduto altare, ora conservate a Parigi. Muore sicuramente prima del 1415, anno nel quale i parenti originari di Minden fanno valere i propri diritti sull'eredità.
Lo storico dell'arte e il critico Carlo Ludovico Ragghianti identificò nel Maestro Bertram l'autore della Deposizione dalla Croce presente nella pieve di San Giovanni ai Campi di Piobesi Torinese (1414); però la maggior parte degli esperti attribuisce l'opera a Giovanni Bertrami, distinguendo i due artisti, sia per le origini biografiche differenti sia per quelle stilistiche.

## Opere
- Altare di Grabow, 1346 circa, Hamburger Kunsthalle
- Altare della Passione, 1390 circa, Niedersächsisches Landesmuseum di Hannover
- Altare di Harvestehude, Hamburger Kunsthalle

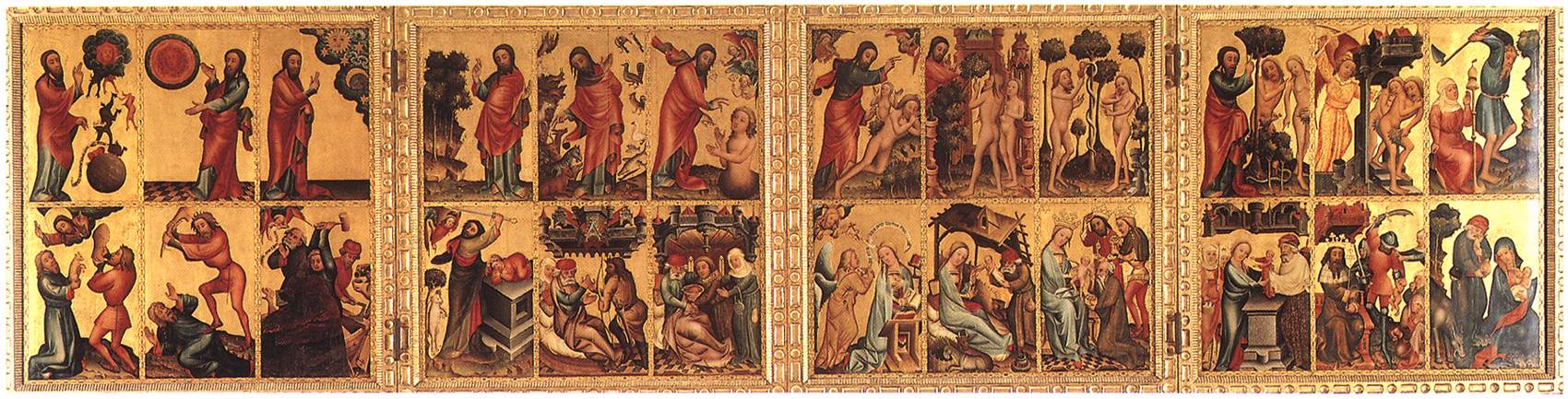
LAltare di Harvestehude